# 毎日放送の深夜ドラマ枠
本項では、毎日放送（MBS）制作にて未明（深夜）帯にて放送された連続ドラマ放送枠について解説する。
『金曜ナイト劇場』『ドラマイズム』『ドラマ特区』『ドラマシャワー』に関しては該当項を参照。

## 概要
制作局の毎日放送にて木曜未明（水曜深夜）帯に放送されたものを除いて、関東圏ではTBSでネット。
下記の放送作品の放送日については制作局である毎日放送のものに準拠する。一部ネット局では各作品の放送開始前に事前番組を放送する。

## 放送作品 （金曜未明〈木曜深夜〉）
金曜未明帯の第1期は、金曜ナイト劇場の後継枠。第3期終了後、月曜未明帯枠設定。

## 放送作品 （日曜未明〈土曜深夜〉）
木曜未明帯枠、金曜未明帯枠（第1期）終了後に枠設定。半年後に廃枠となり、金曜未明帯枠（第2期）を再設定。

## 放送作品 （月曜未明〈日曜深夜〉）
金曜未明帯枠（第3期）終了後に枠設定。約2年後の2016年4月改編で月曜未明の新枠名として「ドラマイズム」を制定。

## 放送作品 （木曜未明〈水曜深夜〉）
2008年に毎日放送深夜ドラマ枠で最初に設定。一時、金曜ナイト劇場、金曜未明帯枠と並列。